# 第7師団 (日本軍)
第7師団（だいしちしだん）は大日本帝国陸軍の師団の一つ。北海道に置かれた常備師団として北辺の守りを担う重要師団であり、北海道民は畏敬の念を多分に含め、「北鎮部隊」と呼んでいた。

## 概要
鎮台を母体に編成された道外の常設師団とは異なり、第7師団は1885年（明治18年）に北海道の開拓と防衛を兼ねて設置された屯田兵を母体とし1896年（明治29年）5月12日に編成された。補充担任は旭川師管区で、北海道内を旭川連隊区・札幌連隊区・函館連隊区・釧路連隊区と4つに分けて徴募に当たり、北海道の兵士で構成される建前であるが、当時の北海道は全道を通じてもようやく30万人に達するかどうかという人口希薄地帯であったために1万人の兵力は捻出できず、実際には東北地方出身の兵も加えられた。
もとは4個歩兵連隊を基幹戦力とした4単位師団であったが、1940年（昭和15年）に編制が改正され、歩兵第25連隊（札幌）を樺太混成旅団に転出して3単位師団となった。

## 沿革
1896年1月、渡島・後志・胆振・石狩の4ヵ国に徴兵令が施かれて、仮の司令部が札幌郡月寒村（現・札幌市豊平区月寒）にあった屯田兵本部に置かれ、屯田兵司令官であった永山武四郎将軍が初代師団長に補せられる。 この際に明治天皇が第七師団を「だい"しち"しだん」と読んだとされることから、師団名は「だい"なな"しだん」ではなく「だい"しち"しだん」と読むのが正式とされるようになった。
1898年1月からは全道11ヵ国に徴兵令が施かれた。もともと北海道の中央、上川地域に師団司令部を置き、ここに大兵団を設けて北方警備の中心地とする計画であったため、7月16日の鉄道開通後の1899年、敷地を買収、6月から兵舎その他の工事を始める。
1901年10月30日、師団司令部、師団監督部、旭川陸軍糧飼部、旭川陸軍経営部が、上川郡鷹栖村大字近文歩兵第28連隊兵舎に移転。1902年10月21日、師団司令部は鷹栖村大字近文の新築庁舎に移転した。（現在の旭川駐屯地の近く、春光4条7丁目）同年10月25日、師団法官部、札幌衛戍監獄が鷹栖村大字近文の新築庁舎に移転。
1904年（明治37年）、日露戦争に出征し、旅順攻略戦・奉天会戦に参加する。1909年（明治42年）、当時の旭川町（現・旭川市）との間で軍人に対する町税の課税を巡る対立が表面化し、師団が町からの分離独立を主張する問題が発生するが（いわゆる「近文衛戍地分離独立問題」）、翌年に両者の間で8項目の協定書が交わされ分離独立は回避された（この協定書に基づき常磐公園が整備された）。
1917年（大正6年）から2年間は満洲に駐屯し、シベリア出兵に参加。1918年6月6日、兵器部が事務を開始。1919年5月5日、師団司令部が旭川区に帰還した。1934年（昭和9年）と1936年（昭和11年）にも満州に派遣された。
その後も1938年（昭和13年）2月に関東軍の指揮下に入り満洲に派遣され、7月に張鼓峰事件が起きて出動するが、これは師団の交戦前に終結した。1939年（昭和14年）のノモンハン事件では、6月に師団の一部が第23師団に配属されて出動しソ連軍と交戦、師団主力も増援部隊として9月までに逐次動員された。圧倒的なソ連軍機甲部隊に対し、ガソリン瓶で抵抗した須見新一郎連隊長率いる歩兵第26連隊の奮戦ぶりは語り草となっている。しかし、第7師団は北辺の守りを担う重要師団であり、翌1940年（昭和15年）に北海道に帰還した。その後は1942年（昭和17年）に一木支隊を編成しミッドウェー島からガダルカナル島に派遣し、また北海支隊を編成してアリューシャン列島のアッツ島へ派遣したものの、師団本体は1940年（昭和15年）8月に天皇直属隷下に置かれ以後、「動かざる師団」として北海道に在り続けた。
1944年（昭和19年）2月には留守第7師団を基幹に第77師団が新設され、2月18日、第5方面軍結成されたときに第5方面軍に編入された。3月には師団司令部を帯広に移駐して道東方面の防衛に専念することになった。これに伴い、歩兵第26連隊を帯広、歩兵第27連隊を釧路、歩兵第28連隊を北見に配置し、計根別平野（現中標津町）を決戦地として定め、海岸陣地やトーチカの構築に専念するものの、予期されたソ連赤軍を主力とする連合軍の襲来が無いまま、第二次世界大戦の終戦を迎えた。
司令部は1945年9月22日帯広にて復員。師団が設営したトーチカが今もなお根室、釧路、十勝の海岸線に残されている。

## 歴代師団長

### 屯田兵本部長
- 永山武四郎 少将：1885年（明治18年）5月21日 - 1889年（明治22年）8月1日

### 屯田兵司令官
- 永山武四郎 少将：1889年（明治22年）8月1日 - 1896年（明治29年）5月12日

### 臨時第7師団司令官
- 永山武四郎 少将：1895年（明治28年）3月4日 - 6月22日

### 第7師団長
- 永山武四郎 少将：1896年（明治29年）5月12日 -
- 大迫尚敏 中将：1900年（明治33年）4月25日 - 1906年7月6日
- 上田有沢 中将：1906年（明治39年）7月6日 - 1908年12月21日
- 上原勇作 中将：1908年（明治41年）12月21日 - 1911年9月6日
- 林太一郎 中将：1911年（明治44年）9月6日 - 1914年5月11日
- 宇都宮太郎 中将：1914年（大正3年）5月11日 - 1916年8月18日
- 藤井幸槌 中将：1916年（大正5年）8月18日 -
- 内野辰次郎 中将：1919年（大正8年）11月25日 -
- 国司伍七 中将：1923年（大正12年）8月6日 -
- 渡辺錠太郎 中将：1926年（大正15年）3月2日 - 1929年3月14日
- 新井亀太郎 中将：1929年（昭和4年）3月16日 -
- 佐藤子之助 中将：1931年（昭和6年）8月1日 -
- 杉原美代太郎 中将：1933年（昭和8年）8月1日 - 1935年8月1日
- 宇佐美興屋 中将：1935年（昭和10年）8月1日[11] - 1936年3月23日[12]
- 三毛一夫 中将：1936年（昭和11年）3月23日 -
- 園部和一郎 中将：1937年（昭和12年）8月2日 -
- 国崎登 中将：1939年（昭和14年）8月1日 -
- 鯉登行一 中将：1941年（昭和16年）11月6日 -

## 歴代参謀長
- 浅田信興 歩兵大佐：1896年（明治29年）5月12日 - 1896年10月15日[13]
- 松永正敏 歩兵大佐：1896年（明治29年）10月15日[14] - 1900年4月25日[15]
- 小泉正保 歩兵大佐：1900年（明治33年）4月25日 - 1903年7月2日[16]
- 摺沢静夫 歩兵大佐：1903年（明治36年）7月2日 - 1904年10月23日[17]
- 石黒千久之助 歩兵中佐：1904年（明治37年）10月23日[18] - 1905年12月20日[19]
- 吉田平太郎 騎兵大佐：1905年（明治38年）12月20日[20] - 1908年4月29日[21]
- 小池安之 歩兵大佐：1908年（明治41年）4月29日 - 1911年9月6日[22]
- 吉橋徳三郎 騎兵中佐：1911年（明治44年）9月6日 - 1913年8月22日[23]
- 矢野目孫一 工兵大佐：1913年（大正2年）8月22日 - 1916年1月21日[24]
- 久世為次郎 歩兵大佐：1916年（大正5年）1月21日 - 1917年8月6日[25]
- 木村戒自 砲兵大佐：1917年（大正6年）8月6日 - 1919年4月15日[26]
- 磯林直明 歩兵大佐：1919年（大正8年）4月15日 - 1920年8月10日[27]
- 永谷清治 歩兵大佐：1920年（大正9年）8月10日 - 1922年8月15日[28]
- 木村聞三 砲兵大佐：1922年（大正11年）8月15日 - 1924年2月4日[29]
- 宮内英熊 騎兵大佐：1924年（大正13年）2月4日 - 1924年12月15日[30]
- 斎藤瀏 歩兵大佐：1924年（大正13年）12月15日 - 1927年3月5日[31]
- 嶋永太郎 歩兵大佐：1927年（昭和2年）3月5日 - 1928年8月10日[32]
- 天野六郎 歩兵大佐：1928年（昭和3年）8月10日 - 1931年8月1日[33]
- 伊田常三郎 歩兵大佐：1931年（昭和6年）8月1日 - 1933年8月1日[34]
- 浜本喜三郎 歩兵大佐：1933年（昭和8年）8月1日 - 1935年3月15日[35]
- 松室孝良 騎兵大佐：1935年（昭和10年）3月15日 - 1936年3月7日[36]
- 横山臣平 歩兵大佐：1936年（昭和11年）3月7日 - 1937年11月1日[37]
- 服部暁太郎 工兵大佐：1937年（昭和12年）11月1日- 1939年1月30日[38]
- 池田浚吉 砲兵大佐：1939年（昭和14年）1月31日 - 1940年4月6日[39]
- 岩切秀 歩兵大佐：1940年（昭和15年）4月6日 - 1941年3月1日[40]
- 大本四郎 大佐：1941年（昭和16年）3月1日 - 1942年8月1日[41]
- 鈴木敬司 大佐：1942年（昭和17年）8月1日 - 1943年6月11日[42]
- 土田穣 中佐：1943年（昭和18年）6月11日 - 1945年1月12日[43]
- 江田稔 大佐：1945年（昭和20年）1月12日 - 終戦[44]

## 最初編成
- 歩兵第13旅団
  - 歩兵第25連隊
  - 歩兵第26連隊
- 歩兵第14旅団
  - 歩兵第27連隊
  - 歩兵第28連隊
- 騎兵第7連隊
- 野砲第7連隊
- 工兵第7連隊
- 輜重兵第7連隊[45]

## 最終編制
- 歩兵第26連隊（旭川）：山口定大佐
- 歩兵第27連隊（旭川）：長嶋秀雄大佐
- 歩兵第28連隊（旭川）：新井花之助大佐
- 山砲兵第7連隊（旭川）：佐竹千代光大佐
- 捜索第7連隊（旭川）：西川勝雄少佐
- 工兵第7連隊（旭川）：中村松寿少佐
- 輜重兵第7連隊（旭川）：寺尾明中佐
- 第7師団通信隊：山根福重少佐
- 第7師団兵器勤務隊：西條初太郎中尉
- 第7師団衛生隊：山根正純少佐
- 第7師団第1野戦病院：小原徳行軍医大尉
- 第7師団第2野戦病院：山田大秋軍医大尉
- 第7師団第3野戦病院：青野茂軍医大尉
- 第7師団第4野戦病院：鈴木鉄太郎軍医大尉
- 第7師団病馬廠：岩上雄三郎獣医中尉
- 第7師団防疫給水部：太田藤市郎軍医少佐